# Cantó d'Arràs-Oest
El cantó d'Arras-Oest és un cantó francès del departament del Pas de Calais, situat al districte d'Arràs. Té part del municipi d'Arràs.

## Municipis
- Arràs

## Història
| Data d'elecció                           | Identitat         | Partit | Qualitat |
| ---------------------------------------- | ----------------- | ------ | -------- |
| 1982-1989                                | Léon Fatous       | PS     |          |
| 1989-1998                                | Michel Vastroux   | PS     |          |
| 1998-2004                                | Denise Bocquillet | UDF    |          |
| 2004-2011                                | Alain Fauquet     | PS     |          |
| 2011-                                    | Denise Bocquillet | MoDem  |          |
| les dades anteriors no són pas conegudes |                   |        |          |
|                                          |                   |        |          |